# 英彦山花園スロープカー
英彦山花園スロープカー（ひこさんかえんスロープカー）は、福岡県田川郡添田町の英彦山にある英彦山神宮奉幣殿にアクセスするために設置されたスロープカーである。2005年（平成17年）10月に開業した。添田町の指定管理者である財団法人英彦山勤労者福祉協会が管理・運営している。2023年に車両更新し、同年3月29日より新車両の運行を始めた。

## 概要

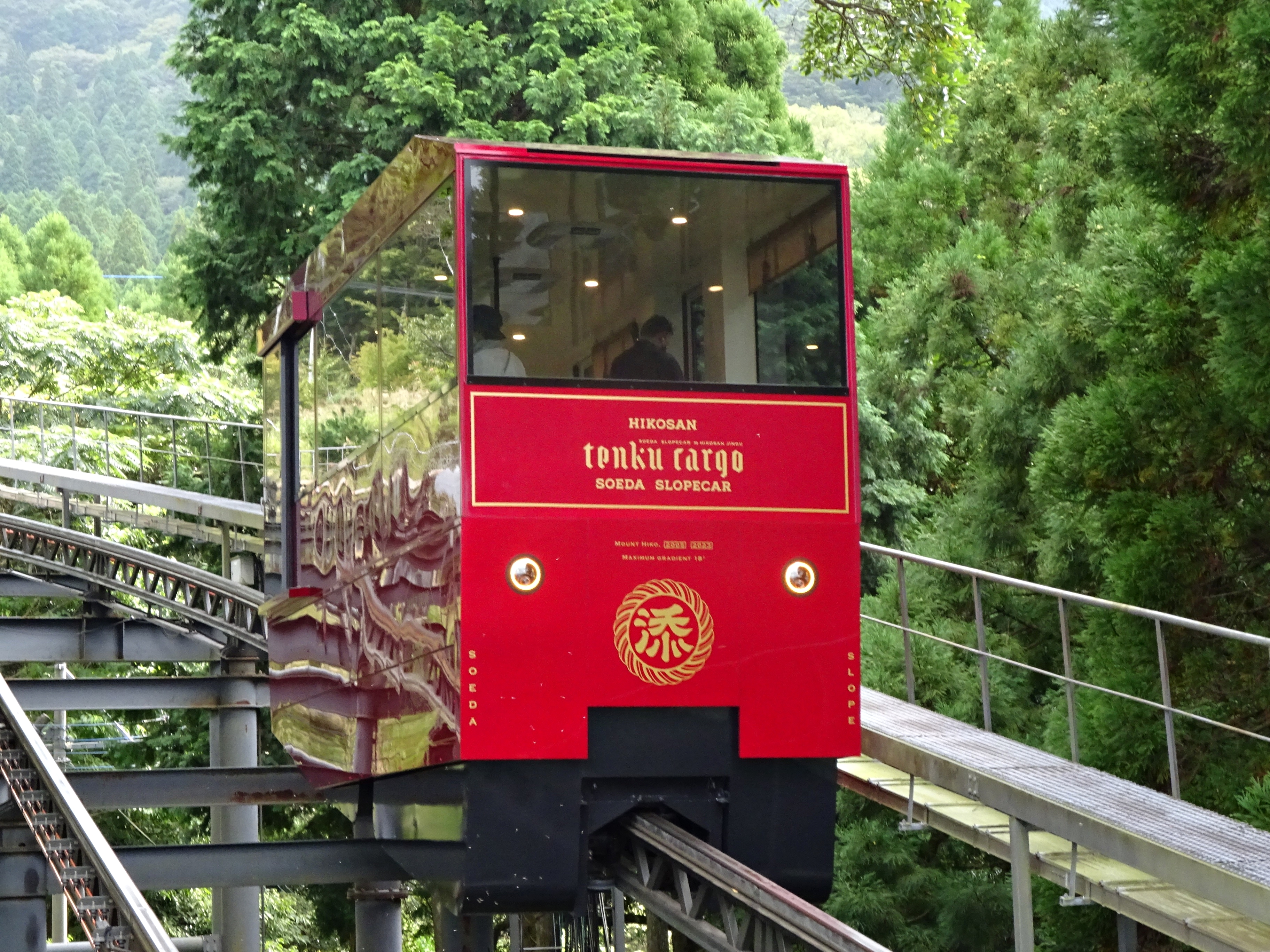
2023年より運行を始めた新車両（Bライン単行）

起点となる花駅より、英彦山花園の中を進みながら国指定重要文化財である英彦山神宮奉幣殿までの全長469mを走る。英彦山神宮へは自動車で行くことはできず、花駅付近から表参道を歩く場合、300段以上の石段を歩いて登ることになるが、スロープカーはこの区間をおよそ7分で結んでいる。スロープカーの開業により、乗客数が開業から約半年で10万人を超えている。
スロープカーは嘉穂製作所製のラックアンドピニオン式斜面走行モノレールであり、日本最大級である。他のスロープカーと同様に法律上はエレベーター扱い（斜行エレベーター）であり、鉄道・軌道路線ではない。
花駅は2002年に廃校となった英彦山小学校の校舎を利用しており、オープンギャラリー「ひこさん」には一般人の作品、山伏文化財室には修験道時代の資料が展示されている。

## 所在地
- 福岡県田川郡添田町大字英彦山1487

## 路線データ
- 形式：ラックアンドピニオン式モノレール

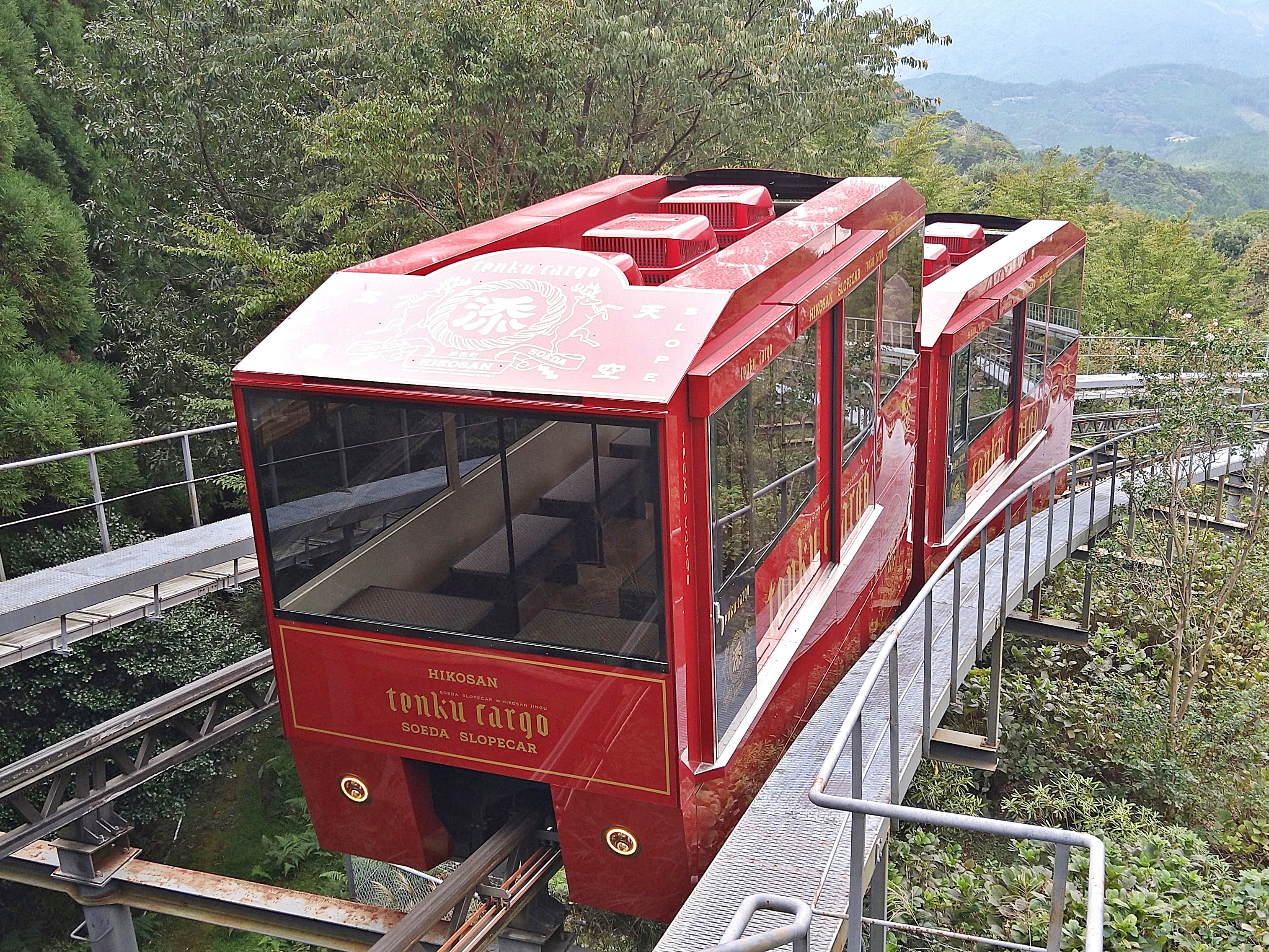
Cライン2両編成

- 単線並列：Bライン（単行用）Cライン（2両編成用）
- 駅数：3駅（起終点駅含む）参道駅はCラインに所在し下りのみが停車する。
- 走行速度：70m/分
- 高低差：133m、廃止区間を含めれば160m
- 区間：花駅 - 神駅間(469m)（傾斜角度約18度）、廃止区間を含めれば総延長849m
- 所要時間：約7分、廃止区間を含めれば総所要時間約15分
- バリアフリー：車イス・ベビーカーでも利用可
- 運賃：大人片道350円（往復700円）、小人片道250円（往復500円）
  - 各種障害者手帳所持者は半額となる。

## 車両

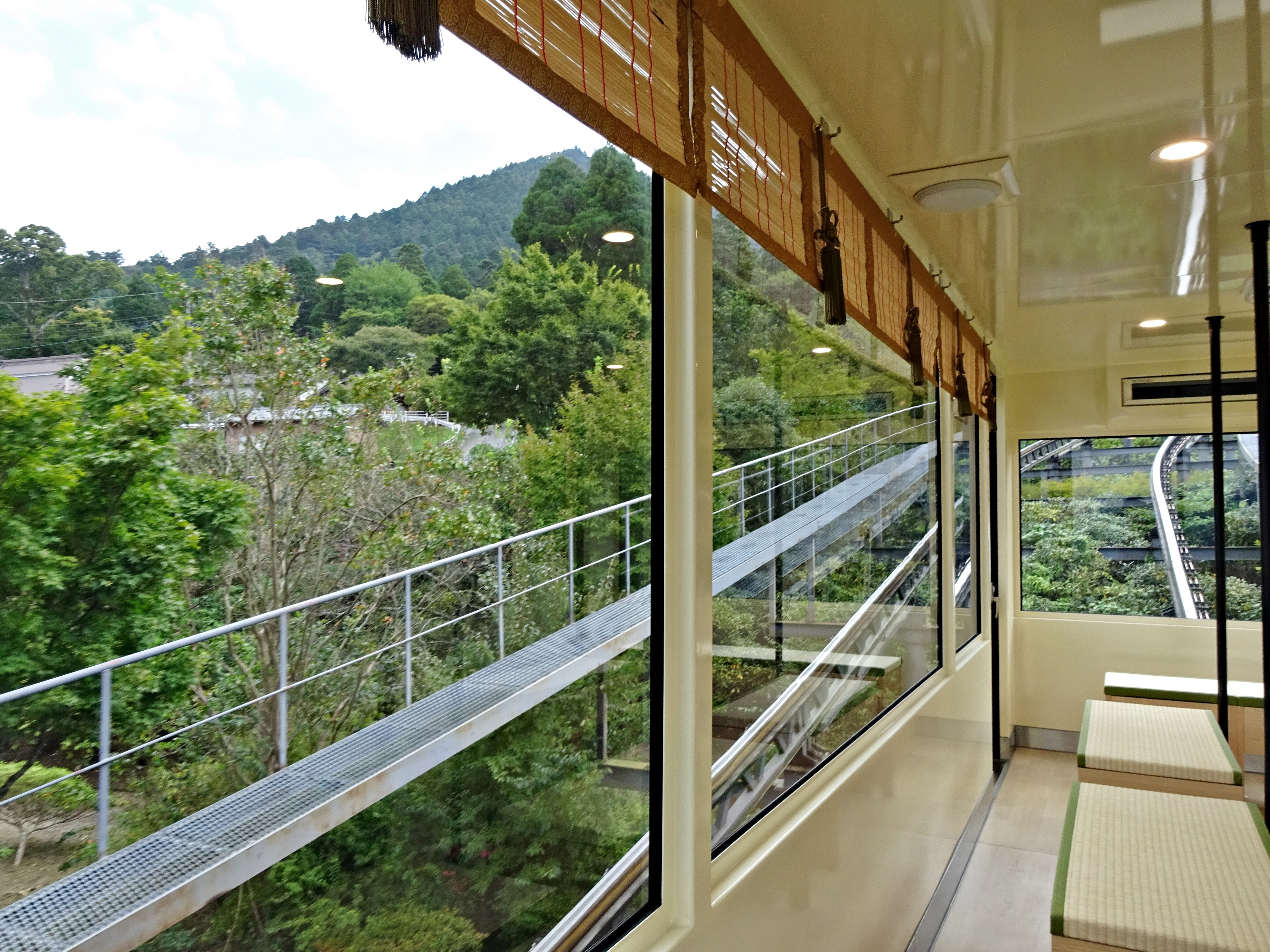
畳素材とすだれが用いられるスロープカー車両内部

2023年3月、旧車両と同じく嘉穂製作所製のスロープカー（単体および2両編成計3両）を新車導入している。新車両のデザインは、駕籠のように運ぶ乗り物として認識されるよう【天空駕籠（てんくうカーゴ）】としてブランドの再構築がなされ、車両外観は江戸時代の駕籠をモチーフとし、添田の大地の赤土や、英彦山神宮奉幣殿などに用いられる朱色をイメージカラーとしている。
内装は、車内からの眺望を再考して、移動でき背もたれがなく視界をさえぎらない畳椅子を配置している。またどの場所に座っても360度見渡せるようになっている。また、畳椅子にはヒーターを内蔵しており、冬季の英彦山でも快適に乗車できる。窓上部には神社や仏閣などの場所に掛けられ、神聖な領域と俗界との結界を示すとされている御翠簾を配し、和の雰囲気となっている。

## 運行形態
- 運行間隔は20分間隔。所要時間は約7分。

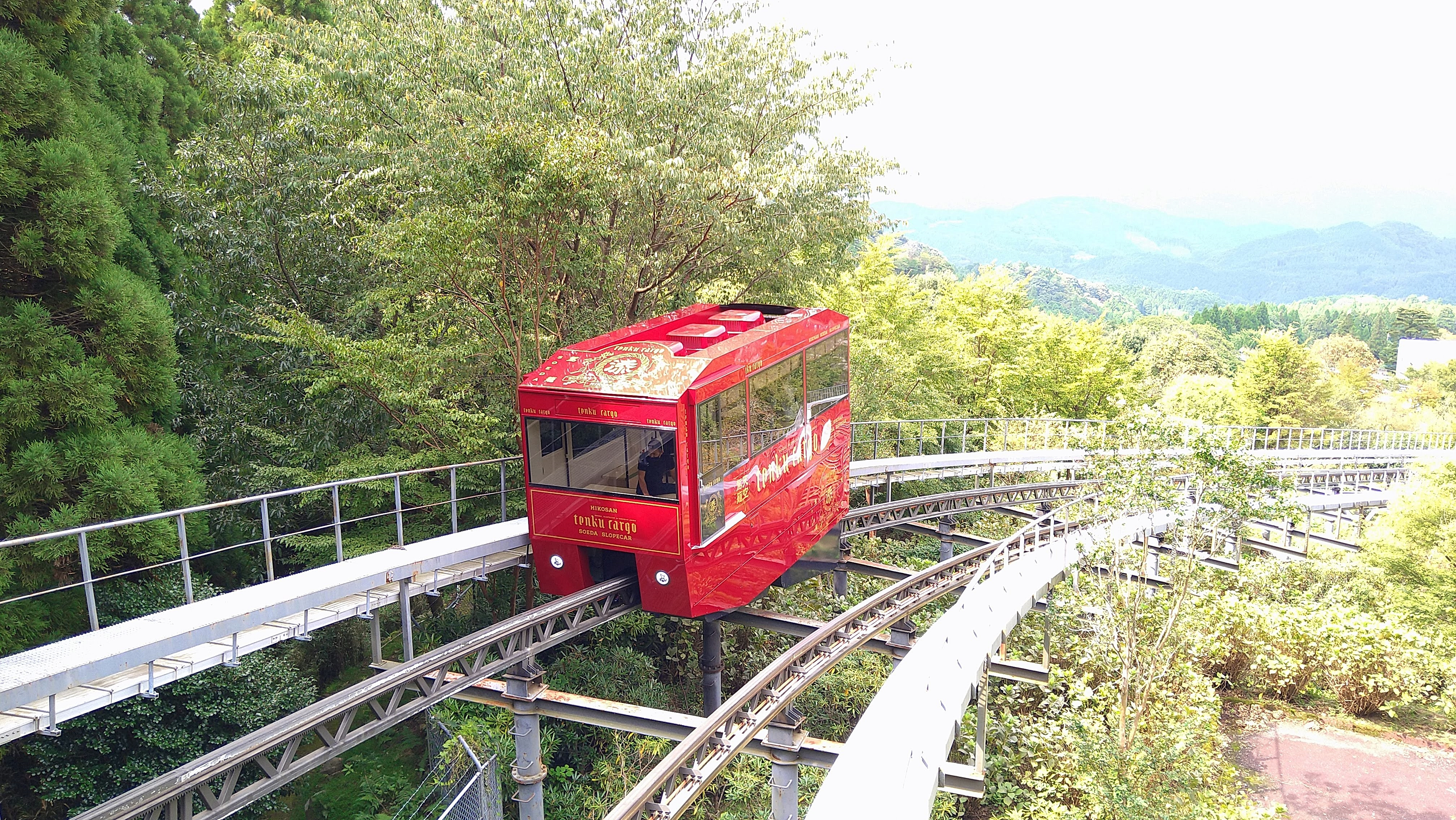
Bライン単行

- 営業時間は8:30 - 17:00。年中無休。

## 歴史
- 2005年（平成17年）10月10日 - 開業
- 2023年（令和5年）2月20日 - 車両更新のため運休
- 2023年（令和5年）3月29日 - 新車両を導入し花駅 - 神駅間の運行を再開。幸駅 - 花駅間は再開せず廃止

## 乗降場
花駅 - 参道駅 - 神駅
花駅（はなえき）旧：花駅（フルールえき）
始発駅。元乗換駅。花公園下限の最寄駅。旧英彦山小学校校舎に併設。
駅前に駐車場が設けられており、国道500号線から花駅までは車の乗り入れが可能。バス利用の場合は日田彦山線BRT彦山駅から添田町バス豊前坊行きに乗車し「銅の鳥居」で下車したあと徒歩。
参道駅（さんどうえき）旧：花公園駅（ジャルダン・フルールえき）
簡易駅であり、下りのCライン2両編成のみ停車する。英彦山花園上限の最寄駅。
神駅（かみえき）旧：神駅（ディウえき）
BラインCラインの終点駅。英彦山神宮奉幣殿（国指定重要文化財）の最寄駅。
- 神駅
- 参道駅
- 花駅
- 幸駅（廃駅）写真は現役時（2016年）

（廃駅）幸駅（さちえき）旧：幸駅（ボヌールえき）
Aライン、かつての始発駅。銅鳥居（国指定重要文化財）の真横にあった。駐車場利用客が主なターゲット。駅舎は現存。

## 廃止路線
- Aライン

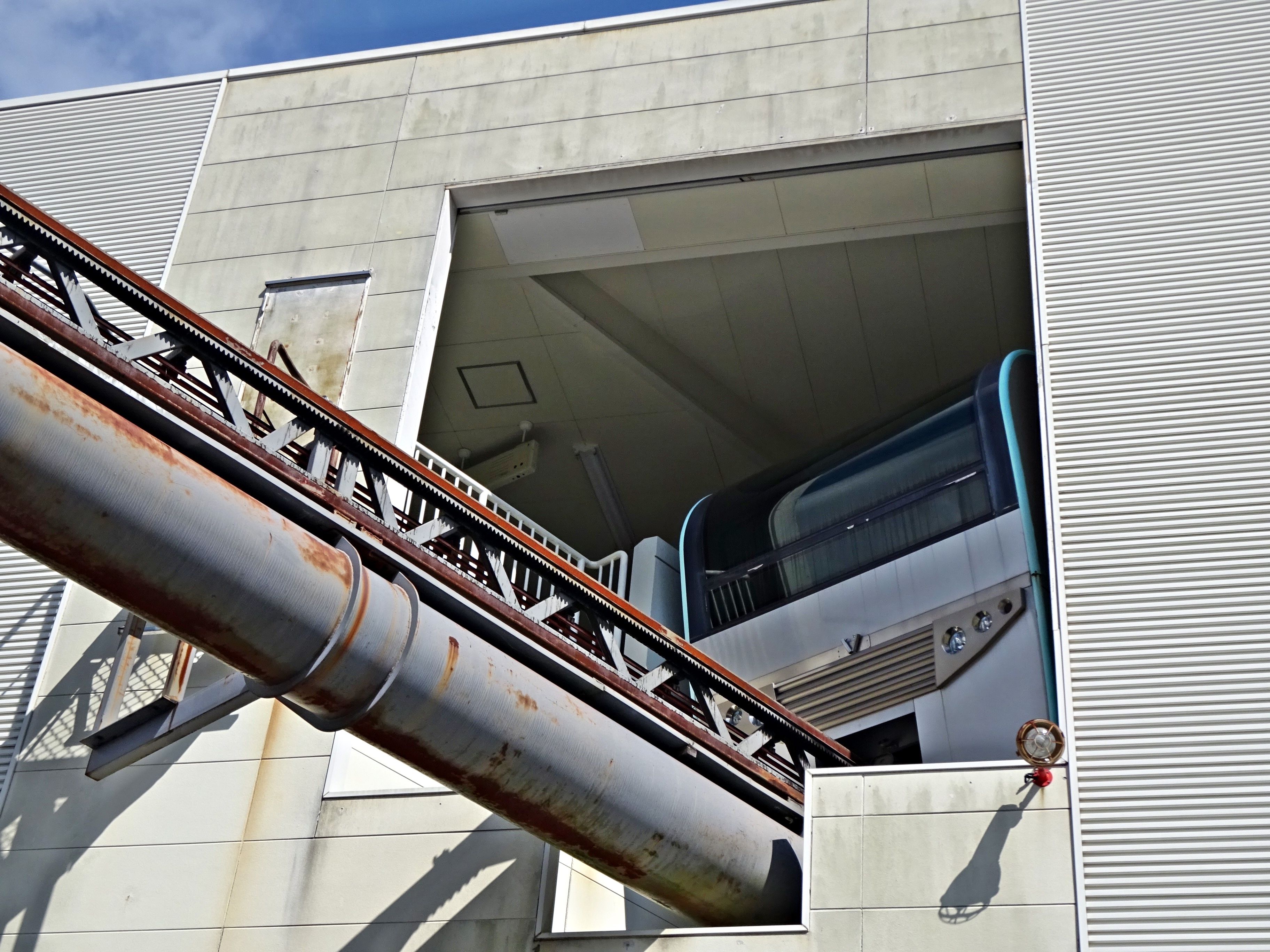
花駅2階に留置されるAライン用の休車両

  - 幸駅（銅鳥居）～花駅（旧英彦山小学校）　単線380m　1両

駅前に駐車場を設置していたが　利用者が少なく車両、レールの劣化が進んだ事から、2023年2月に廃止となった。

## かつての車両
車両は3両。車両長6.6m、幅2.4m、高さ3m、定員41名（うち座席数24席・立ち16名+オペレータ1名）。車体色はシルバーを基調としている。
- 神号（かみごう）
  - 青の縁取り。2両編成により定員80名。利用客増加に伴い、開業の1年半後に2両連結型にリニューアルされた（解体）
- 花号（はなごう）
  - ピンクの縁取り（解体）
- 幸号（さちごう）
  - 緑の縁取り（休車）

当車両の駆動には、安川電機製のインバータが使用されている。

## ギャラリー
- 旧幸号。花駅ホームより
- 旧Aラインのスロープカーとシャクナゲ
- 花駅に停車する旧車両
- 英彦山スロープカーの軌道